# I begyndelsen var ideen
I begyndelsen var ideen er en dansk film fra 20. september 1991, instrueret af Torgeir Wethal, der omhandler det eksperimenterende teater i Holstebro opførte fra 1985 til 1987 forestillingen "Oxyrhincus Evangeliet" i Eugenio Barbas opsætning. Stykket blander stof fra Sofokles' "Antigone" med Jeanne d'Arcs historie og med de jødiske legender om Zusha Mal'aks søgen efter Messias og om det kunstige menneske Golem. En del af dialogen er på koptisk og græsk og bliver messet.

## Medvirkede[1]
- Roberta Carreri, Antigone
- Tage Larsen, Storinkvisitoren
- Else Marie Laukvik, Skrædderen Zusha Mal'ak
- Julia Varley, Jeanne d'Arc
- Francis Pardeilhan, Polyneikes
- Torgeir Wethal, Sabbatai Zevi